# Liste der Biografien/Van T
Liste der Biografien |
Portal Biografien |
T Personensuche
# |
A |
B |
C |
D |
E |
F |
G |
H |
I |
J |
K |
L |
M |
N |
O |
P |
Q |
R |
S |
T |
U |
V |
W |
X |
Y |
Z |
?
 
Va |
Ve |
Vh |
Vi |
Vj |
Vl |
Vn |
Vo |
Vr |
Vs |
Vt |
Vu |
Vy
 
Vaa |
Vab |
Vac |
Vad |
Vae |
Vaf |
Vag |
Vah |
Vai |
Vaj |
Vak |
Val |
Vam |
Van |
Vap |
Vaq |
Var |
Vas |
Vat |
Vau |
Vav |
Vaw |
Vax |
Vay |
Vaz
 
Van A |
Van B |
Van C |
Van D |
Van E |
Van F |
Van G |
Van H |
Van I |
Van K |
Van L |
Van M |
Van N |
Van O |
Van P |
Van Q |
Van R |
Van S |
Van T |
Van U |
Van V |
Van W |
Van Y |
Van Z

Vana |
Vanb |
Vanc |
Vand |
Vane |
Vang |
Vanh |
Vani |
Vanj |
Vank |
Vanl |
Vanm |
Vann |
Vano |
Vanp |
Vanq |
Vanr |
Vans |
Vant |
Vanu |
Vanv |
Vanw |
Vany |
Vanz
Die Liste der Biografien führt alle Personen auf, die in der deutschsprachigen Wikipedia einen Artikel haben. Dieses ist eine Teilliste mit 23 Einträgen von Personen, deren Namen mit den Buchstaben „Van T“ beginnt.

## Van T

### Van Ta
- Van Tassel, George (1910–1978), US-amerikanischer Mechaniker, Pilot, Ufologe und Autor

### Van Te
- Van Tets, Gerard Frederick (1929–1995), englischer Paläontologe und Ornithologe

### Van Th
- Van Tha, Stanley, Asylbewerber in der Schweiz
- Van Theemsche, Petrus (1915–1999), belgischer Radrennfahrer
- van Thielen, Jan Philip († 1667), flämischer Maler
- Van Thielen, Léo (* 1953), belgischer Radrennfahrer

### Van Ti
- Van Tichelt, Dirk (* 1984), belgischer Judoka
- Van Tieghem, Paul (1871–1948), französischer Literaturwissenschaftler, Komparatist und Romanist
- Van Tieghem, Philippe Adrien (1898–1969), französischer Literaturwissenschaftler, Theaterwissenschaftler, Komparatist und Romanist
- Van Tieghem, Philippe Édouard Léon (1839–1914), französischer Botaniker und Mykologe
- Van Tilbury, Craig (1957–2010), US-amerikanischer Schachspieler
- Van Till, Celine (* 1991), Schweizer Para-Sportlerin
- Van Tilt, Louis (1875–1942), belgischer Sportschütze

### Van To
- van Tonder, Susanna (* 1988), luxemburgische Aktivistin für Behindertenrechte, Patientenfürsprecherin und Bloggerin
- Van Tongeren, John, US-amerikanischer Musiker und Filmkomponist
- Van Tongerloo, Guillaume (1933–2017), belgischer Radrennfahrer

### Van Tr
- Van Trees, James (1890–1973), US-amerikanischer Kameramann
- Van Tricht, Stan (* 1999), belgischer Radrennfahrer
- Van Trump, Philadelph (1810–1874), US-amerikanischer Politiker

### Van Tu
- Van Tulden, Linda (* 1952), belgische Filmproduzentin
- Van Tuyl, Victory (* 1995), US-amerikanische Schauspielerin

### Van Ty
- Van Tyghem, Noël (1947–1994), belgischer Radrennfahrer
- Van Tyne, Josselyn (1902–1957), US-amerikanischer Ornithologe und Museumskurator